# Harald Ringstorff

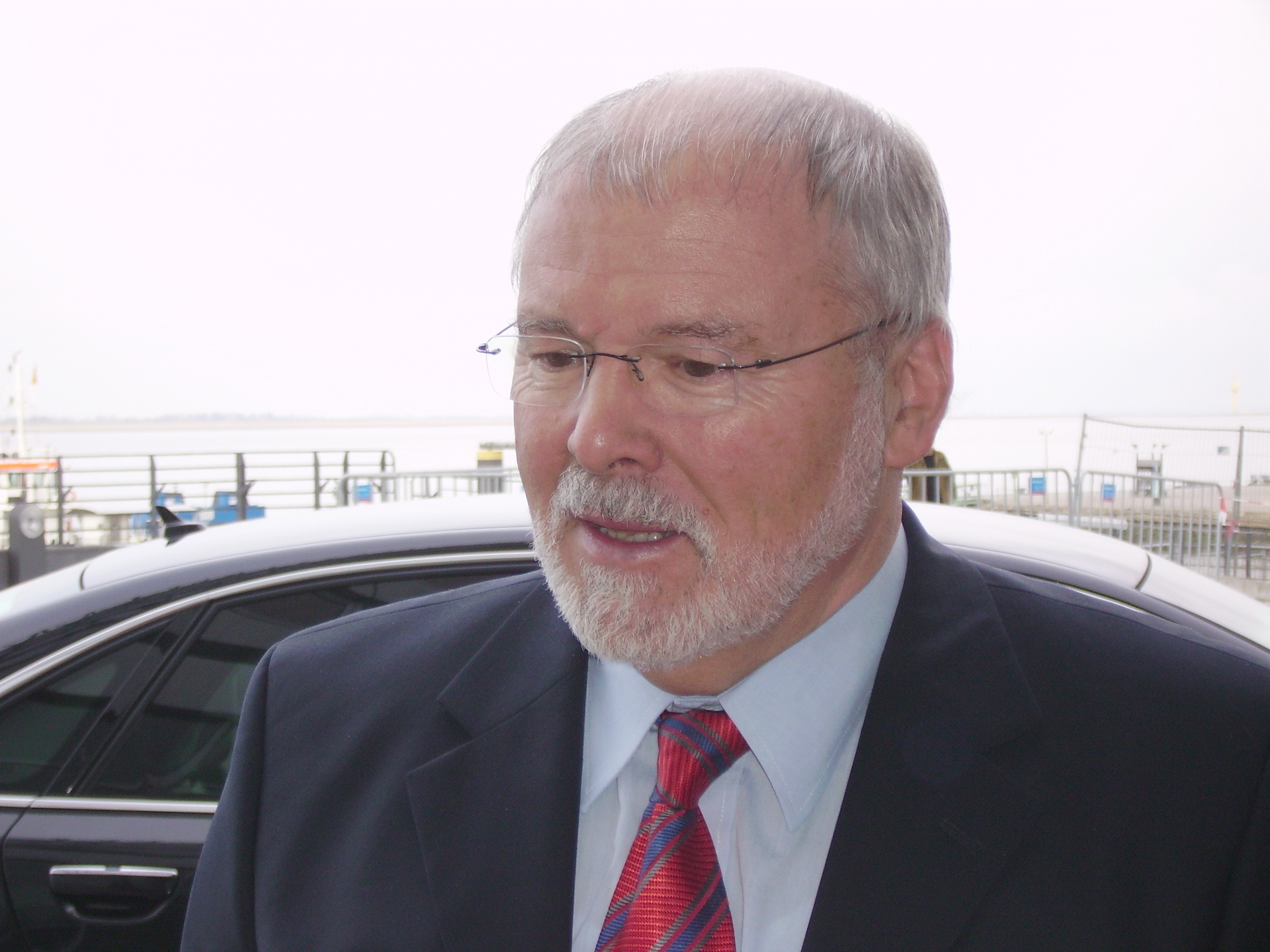
Harald Ringstorff (2008)

Harald Ringstorff (* 25. September 1939 in Wittenburg; † 19. November 2020 in Bad Segeberg) war ein deutscher Politiker (SPD). Er war von November 1998 bis Oktober 2008 Ministerpräsident des Landes Mecklenburg-Vorpommern.

## Leben
Harald Ringstorff wuchs als Sohn eines Einzelhändlers mit vier Geschwistern auf. Nach dem Abitur im Jahr 1958 in Hagenow diente Ringstorff bei der Nationalen Volksarmee. Im Jahr 1960 begann er an der Universität Rostock ein Studium der Chemie, das er 1965 als Diplom-Chemiker beendete. Als wissenschaftlicher Assistent an der Universität Rostock spezialisierte er sich auf Analytische Chemie. 1969 erfolgte die Promotion A zum Dr. rer. nat. Anschließend arbeitete er bis 1987 als Chemiker beim VEB Kombinat Schiffbau in Rostock. In den Jahren 1987 bis 1990 war er beim VEB Kombinat Lacke und Farben Leiter der Außenstelle Schiffsfarben Küste. Ringstorff wohnte in Weiße Krug, einem Ortsteil von Blankenberg. Er widmete sich der Erhaltung der plattdeutschen Sprache, war verheiratet mit Dagmar Ringstorff und hatte ein Kind. Er verstarb im Alter von 81 Jahren an der Parkinson-Krankheit.

## Politik
Im Jahr 1989 gehörte Ringstorff zu den Gründungsmitgliedern des Stadtverbands Rostock der Sozialdemokratischen Partei in der DDR (SDP). Von 1990 bis 2003 war er Landesvorsitzender der SPD in Mecklenburg-Vorpommern. Ringstorff trat 1994, 1998, 2002 und 2006 als Spitzenkandidat der SPD zu den Landtagswahlen in Mecklenburg-Vorpommern an.
Nach der Volkskammerwahl 1990 saß Ringstorff von März bis Oktober 1990 in der ersten frei gewählten Volkskammer der DDR. Von 1990 bis 2011 war er Mitglied des Landtags Mecklenburg-Vorpommern. Hier war er von 1990 bis 1994 sowie von 1996 bis 1998 Vorsitzender der SPD-Landtagsfraktion.
Ringstorff wurde bei der Landtagswahl am 17. September 2006 über die SPD-Landesliste in den Landtag gewählt. Zur Landtagswahl 2011 trat er nicht mehr an.

## Öffentliche Ämter

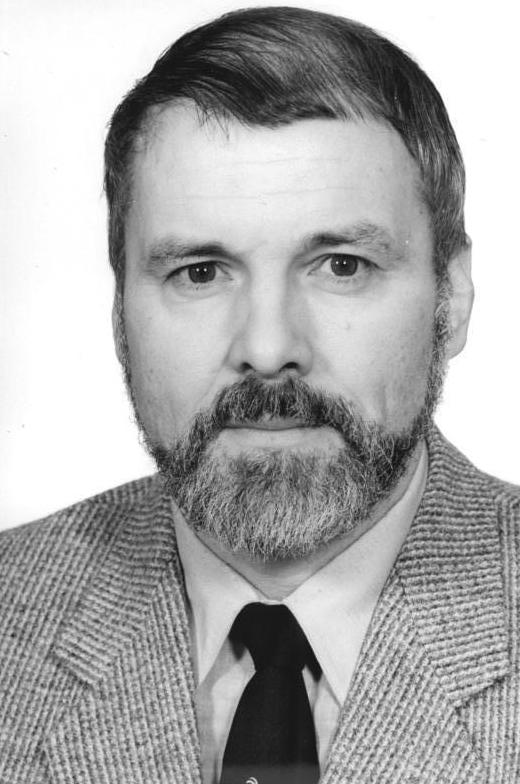
Harald Ringstorff (1990)

Nach der Landtagswahl in Mecklenburg-Vorpommern 1990 kam es zu einer Bildung einer schwarz-gelben Koalition, die sich auf 33 der 66 Mandate stützte und von einem Einzelabgeordneten toleriert wurde.
Nachdem die FDP bei der Landtagswahl in Mecklenburg-Vorpommern 1994 aus dem Landtag und dementsprechend auch aus der Landesregierung ausgeschieden war, kam es zur Bildung einer Großen Koalition unter Führung der CDU von Ministerpräsident Berndt Seite. Ringstorff übernahm am 8. Dezember 1994 das Amt des Ministers für Wirtschaft und Angelegenheiten der Europäischen Union sowie des Stellvertreters des Ministerpräsidenten. Am 7. Mai 1996 schied er aus dem Amt, um erneut den Vorsitz der SPD-Landtagsfraktion zu übernehmen.
Nach der Landtagswahl 1998 bildete die SPD eine Koalition mit der Partei des Demokratischen Sozialismus, nachdem dies 1994 noch am Widerstand des damaligen SPD-Bundesvorsitzenden Rudolf Scharping gescheitert war. Ringstorff wurde am 3. November 1998 zum Ministerpräsidenten gewählt. Bis zum 19. September 2000 war er gleichzeitig Justizminister. Als solcher entließ er im August 1999 den Generalstaatsanwalt Alexander Prechtel. Bei der Landtagswahl 2002 wurde seine Regierung, bei starken Verlusten der PDS und deutlichen Gewinnen der SPD, bestätigt.
Bei der Landtagswahl 2006 musste die SPD einen Stimmenanteilsrückgang von circa zehn Prozentpunkten hinnehmen, blieb damit aber immer noch stärkste Partei. Da die bisherige Koalition aus SPD und PDS mit 36 von 71 Mandaten nur die knappste Mehrheit erhielt, entschieden sich Ringstorff und die SPD Mecklenburg-Vorpommern, der zweitplatzierten CDU eine Koalition anzubieten, welche am 7. November 2006 mit der Wiederwahl Ringstorffs gebildet wurde. Vom 1. November 2006 bis zum 31. Oktober 2007 war Ringstorff Bundesratspräsident. Am 6. August 2008 gab Ringstorff bekannt, als Ministerpräsident zurückzutreten; er wolle sein Amt aus Altersgründen abgeben. Am 6. Oktober 2008 übernahm Erwin Sellering als Nachfolger das Ministerpräsidentenamt. Ringstorff ist der am längsten amtierende Ministerpräsident in der Geschichte Mecklenburg-Vorpommerns.
Seine tiefe Überzeugung war, dass Zusammenhalt und Gemeinschaft im Land nur zu erreichen sind, wenn beim Neuanfang auch diejenigen mitwirken, die zu DDR-Zeiten zu den staatstragenden Kräften gehört hatten. Diesen Kurs musste er auch gegen Kräfte in der eigenen Partei durchsetzen.

## Kabinette
- Kabinett Seite II
- Kabinett Ringstorff I
- Kabinett Ringstorff II
- Kabinett Ringstorff III

## Ehrungen

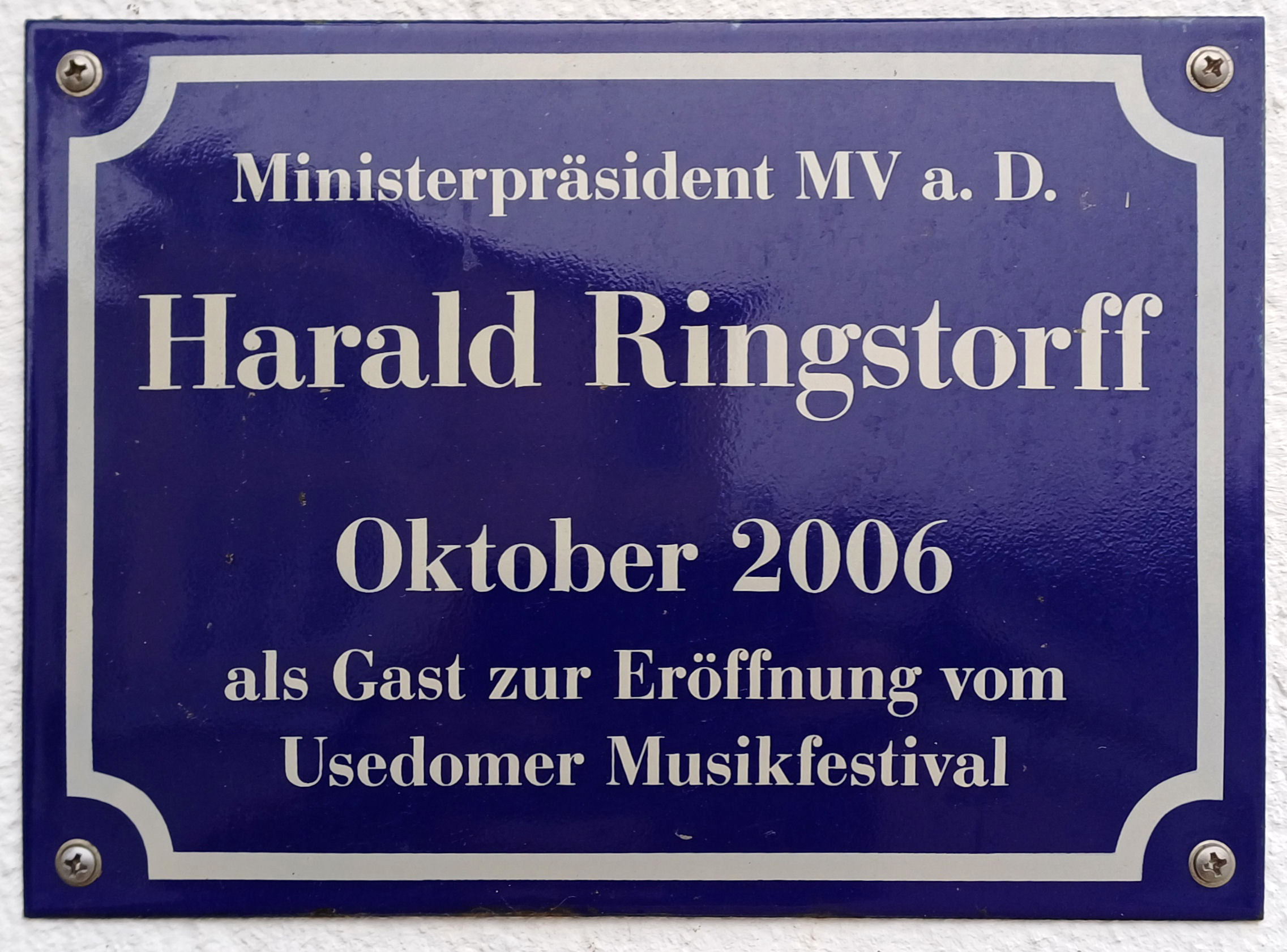
Gedenktafel in Heringsdorf

- Orden des Marienland-Kreuzes II. Klasse (2000)[10]
- Verdienstorden der Bundesrepublik Deutschland, Großes Verdienstkreuz mit Stern und Schulterband (2007)[11]
- Ehrenmitglied der Fritz Reuter Gesellschaft (2013)[12]
- Ehrenmitglied der Johannes-Gillhoff-Gesellschaft (2013)
- Ehrenmitglied des Heimatverbandes Mecklenburg-Vorpommern (2015)[13]